# 懺・絶望劇伴撰集
『懺・絶望劇伴撰集』（ざん・ぜつぼうげきばんせんしゅう）は、テレビアニメ『懺・さよなら絶望先生』のサウンドトラック。2009年10月21日にスターチャイルドから発売された。

## 概要
テレビアニメ「さよなら絶望先生」シリーズのサウンドトラック第3作。初回特典として、特製エンドカード（画・志村貴子）が封入された。

## 収録曲
1. 懺・さよなら絶望先生メインテーマ
2. メインテーマ（歌唱篇）
3. 懺・満開の桜の下で（其の壱）
4. 懺・満開の桜の下で（其の弐）
5. 昼下がりのお散歩
6. お買い物!
7. 海辺にて（ダンス篇）
8. 海辺にて（ハワイ篇）
9. 激しい火踊り（タヒチ篇）
10. お祭り (其の壱)
11. お祭り（其の弐）
12. それはキミツ
13. 体育祭マーチ
14. 冒険者
15. 根性 忍耐 努力
16. 潜入地下組織
17. 巨悪に立ち向かえ
18. 奇妙な世界へ
19. ウルトラZ
20. ピアノソナタ第1番
21. ピアノメヌエット
22. ピアノ超絶技巧練習曲
23. トロイメライ
24. タンゴと私
25. 月光のアナタ
26. メインテーマ（ピアノソロ）
27. 懺・満開の桜の下で（其の三）
28. 知らない街へ（ギター篇）
29. 知らない街へ（尺八篇）
30. サイバー都市へ
31. 林檎もぎれビーム!（テレビサイズ）
32. 絶望レストラン（テレビサイズ）
33. 暗闇心中相思相愛（テレビサイズ）
34. プライベイト・レッスン（テレビサイズ）